# 医学院站 (郑州市)
医学院站是郑州地铁1号线、7号线和10号线的换乘站，位于中华人民共和国河南省郑州市二七区建中街街道大学北路与中原东路交叉口至大学北路与康复北街交叉口一带，开通于2013年12月28日。

## 车站结构
医学院站分为1号线车站、7号线车站和10号线车站三部分，其中1号线车站的主体结构位于大学北路与中原东路交叉口地下，沿中原东路呈东西向布置，7号线车站的主体结构位于1号线车站以南的大学北路地下，沿大学北路呈南北向布置，10号线车站的主体结构则位于大学北路与康复北街交叉口以东的康复北街地下，呈东西向布置。其中7号线车站南端与10号线车站西端相连通，形成“L”形布局。1号线车站与7/10号线车站相对距离较远，站厅间通过通道连接。

### 车站楼层
医学院站的1号线车站主体结构为地下二层车站，B1层为站厅层，B2层为1号线站台层。7号线车站主体结构为地下三层车站，B1层为站厅层，B3层为7号线站台层。10号线车站主体结构为地下二层车站，B1层为站厅层，B2层为10号线站台层。

#### 1号线车站楼层
| 1F  | 地面     | B、D、J出入口                                    | B、D、J出入口                                    | B、D、J出入口                                    |
| B1F | 站厅     | 客服中心、自动售票机、行李检查、闸机、车站控制室 | 客服中心、自动售票机、行李检查、闸机、车站控制室 | 客服中心、自动售票机、行李检查、闸机、车站控制室 |
| B1F | 换乘通道 | 至 █ 7号线站厅                                   | 至 █ 7号线站厅                                   | 至 █ 7号线站厅                                   |
| B2F | █ 1号线  | 往河南工业大学方向（绿城广场）                   | 往河南工业大学方向（绿城广场）                   | 往河南工业大学方向（绿城广场）                   |
| B2F | 岛式站台 | 卫生间                                           | 至站厅                                           |                                                  |
| B2F | █ 1号线  | 往河南大学新区方向（郑州火车站）                 | 往河南大学新区方向（郑州火车站）                 | 往河南大学新区方向（郑州火车站）                 |

#### 7号线车站楼层
| 1F  | 地面     | P、Q出入口                                       | P、Q出入口                                       | P、Q出入口                                       |
| B1F | 站厅     | 客服中心、自动售票机、行李检查、闸机、车站控制室 | 客服中心、自动售票机、行李检查、闸机、车站控制室 | 客服中心、自动售票机、行李检查、闸机、车站控制室 |
| B1F | 换乘通道 | 北端至 █ 1号线站厅，南端至 █ 10号线站厅          | 北端至 █ 1号线站厅，南端至 █ 10号线站厅          | 北端至 █ 1号线站厅，南端至 █ 10号线站厅          |
| B3F | █ 7号线  | 往东赵方向（郑大一附院）                         | 往东赵方向（郑大一附院）                         | 往东赵方向（郑大一附院）                         |
| B3F | 岛式站台 | 卫生间                                           | 至站厅                                           | 至 █ 10号线站台                                  |
| B3F | █ 7号线  | 往南岗刘方向（市骨科医院）                       | 往南岗刘方向（市骨科医院）                       | 往南岗刘方向（市骨科医院）                       |

#### 10号线车站楼层
| 1F  | 地面     | K、M、N出入口                                    | K、M、N出入口                                    | K、M、N出入口                                    |
| B1F | 站厅     | 客服中心、自动售票机、行李检查、闸机、车站控制室 | 客服中心、自动售票机、行李检查、闸机、车站控制室 | 客服中心、自动售票机、行李检查、闸机、车站控制室 |
| B1F | 换乘通道 | 至 █ 7号线站厅                                   | 至 █ 7号线站厅                                   | 至 █ 7号线站厅                                   |
| B2F | █ 10号线 | 往郑州西站方向（绿城广场）                       | 往郑州西站方向（绿城广场）                       | 往郑州西站方向（绿城广场）                       |
| B2F | 岛式站台 | 至 █ 7号线站台                                   | 至站厅                                           | 卫生间                                           |
| B2F | █ 10号线 | 往郑州火车站方向（郑州火车站）                   | 往郑州火车站方向（郑州火车站）                   | 往郑州火车站方向（郑州火车站）                   |

### 站厅
医学院站的1号线车站、7号线车站和10号线车站各设1座站厅，均设有客服中心、自动售票机、安检通道、车站控制室等设施。每座站厅均由闸机和栏杆分隔为付费区和非付费区，在付费区内均设有自动扶梯、步梯和无障碍电梯，连接对应的站台。在10号线站厅非付费区近K口通道处设有卫生间和母婴室。
7号线站厅与10号线站厅呈“L”形交叉，7号线站厅的南端与10号线站厅的西端连接，付费区和非付费区均互相连接。1号线站厅与7号线站厅的付费区之间设有换乘通道，连接1号线站厅南侧与7号线站厅北端。来往1号线站厅和10号线站厅则需经由换乘通道和7号线站厅。1号线站厅与7/10号线站厅的非付费区则并不相连。

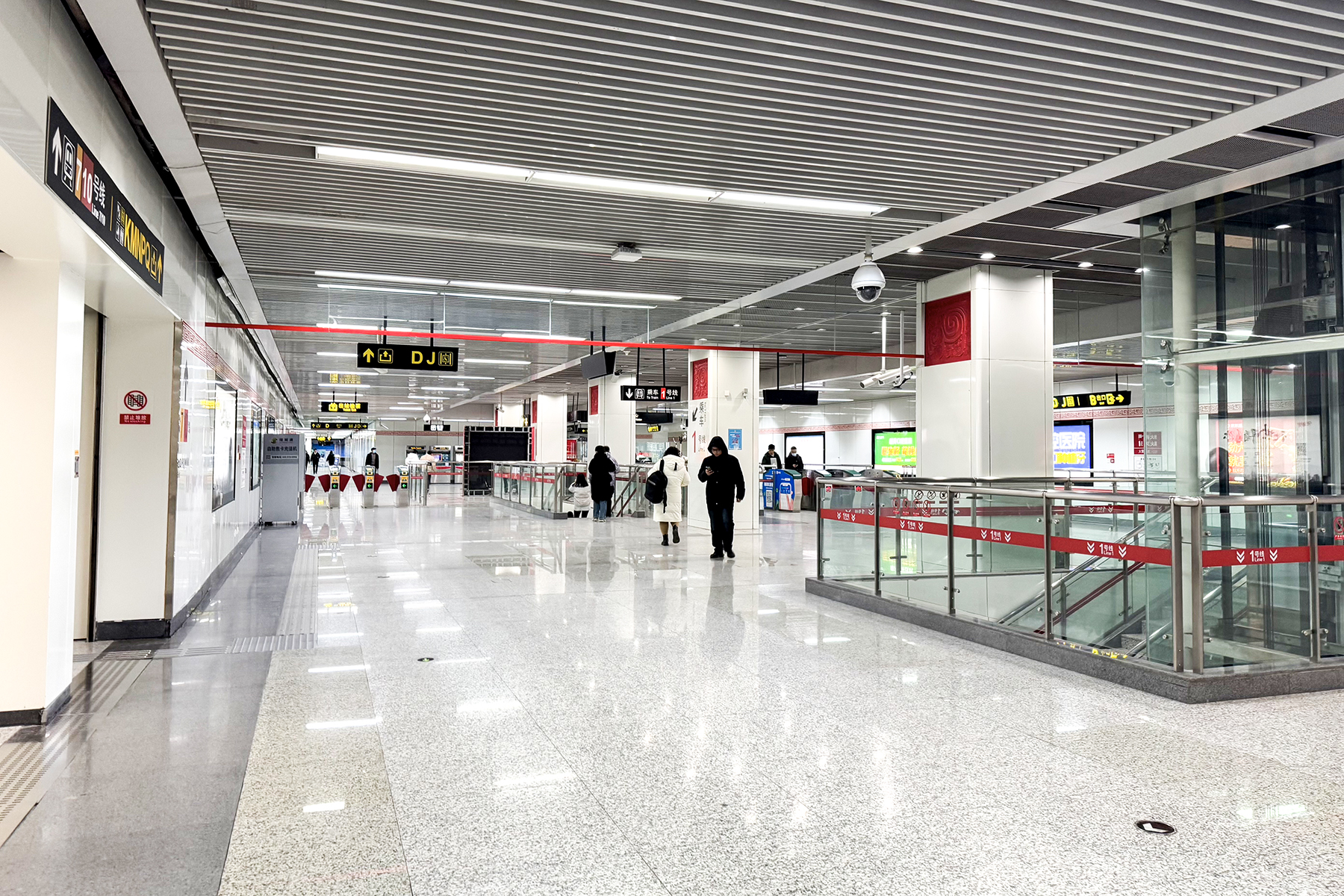
1号线站厅
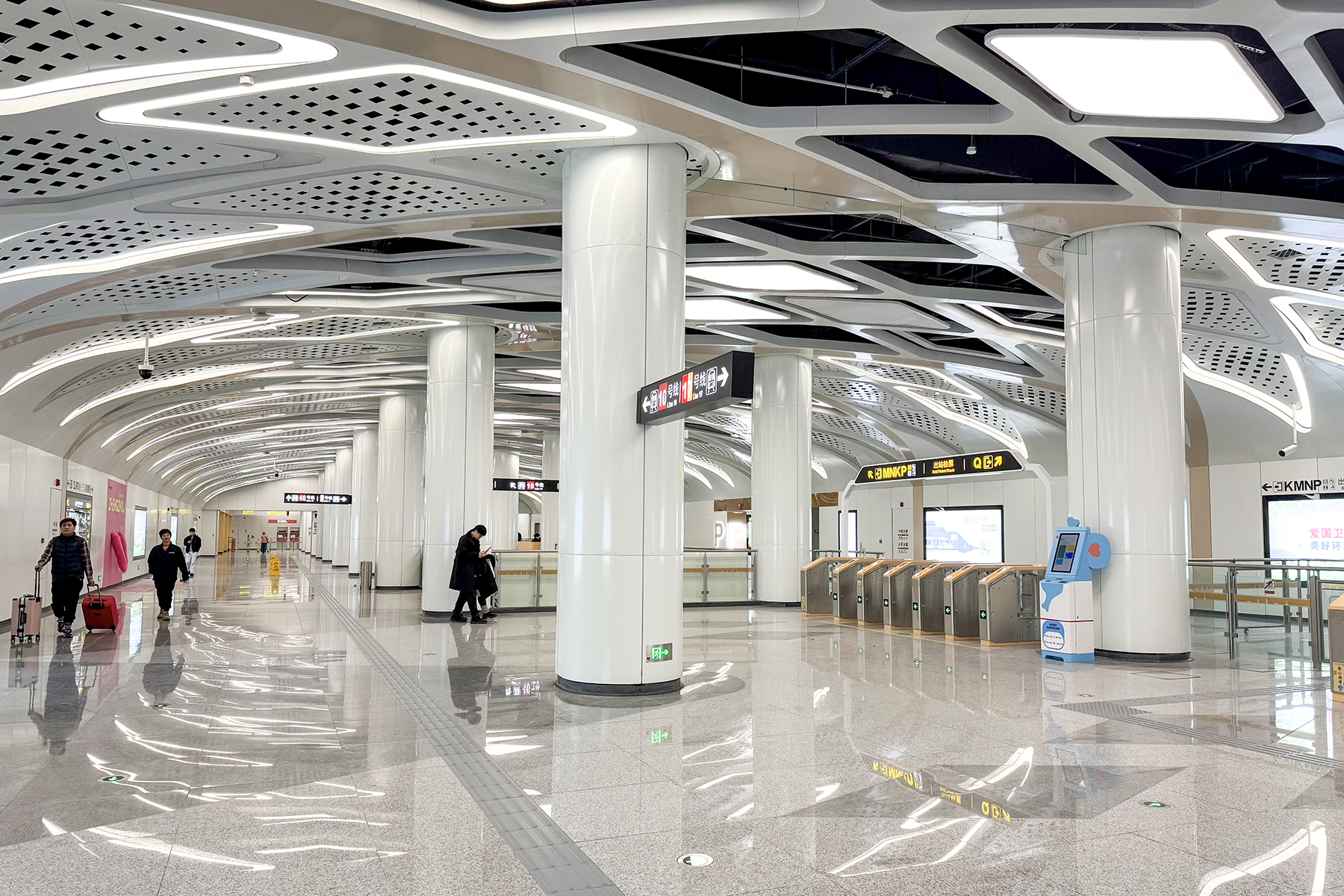
7号线站厅
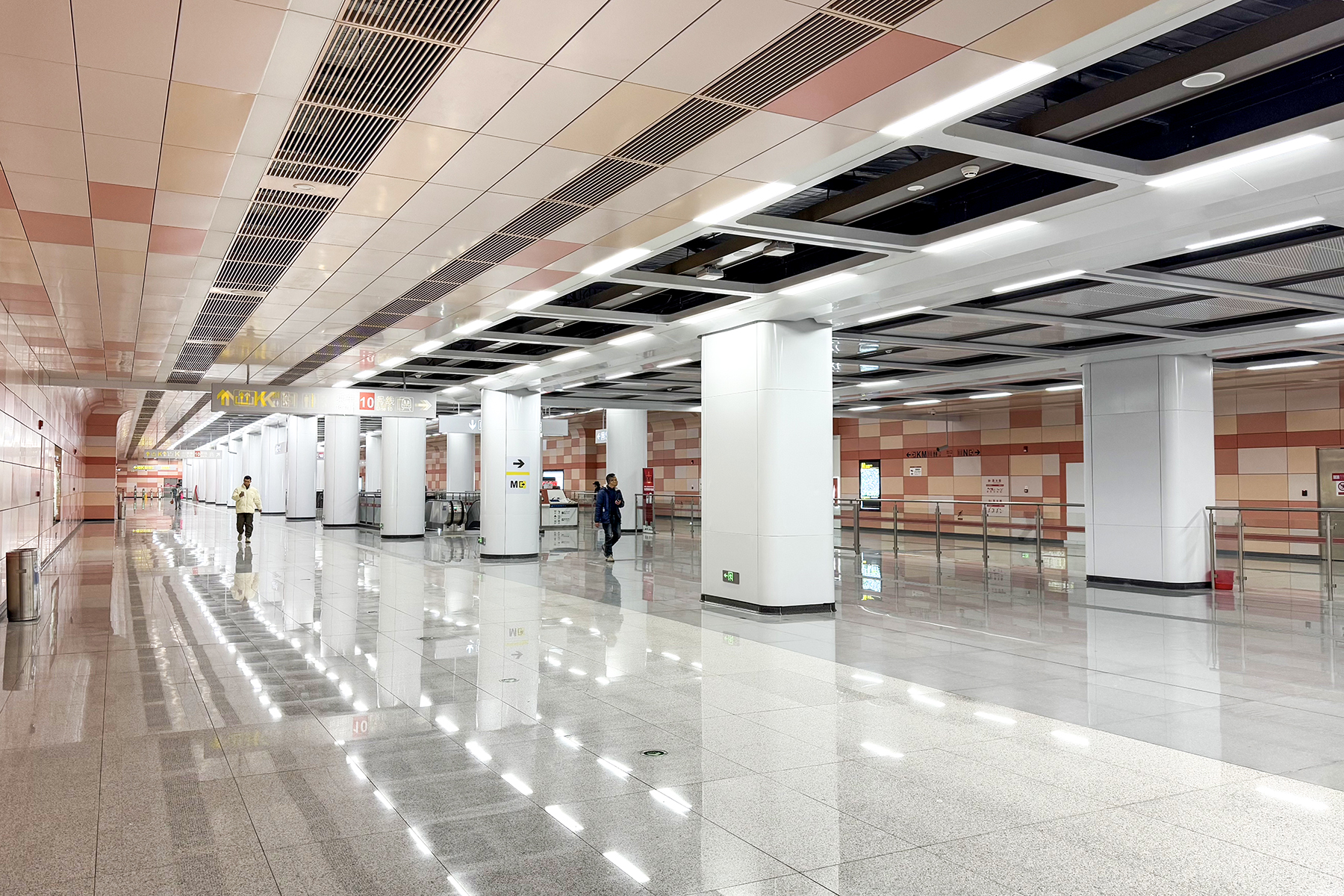
10号线站厅
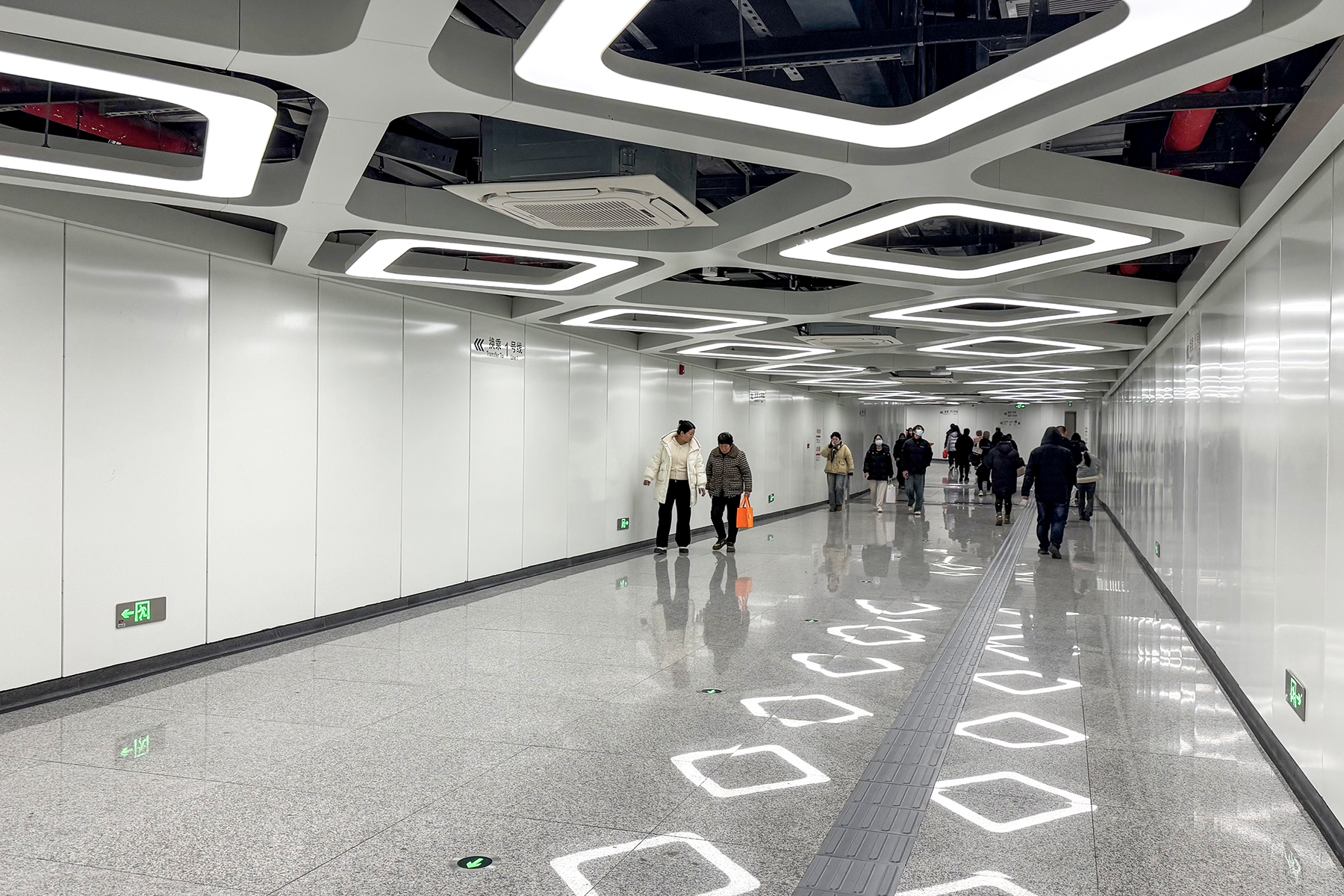
1/7号线站厅之间的换乘通道

### 站台
医学院站的1号线车站、7号线车站和10号线车站各设一座岛式站台，均安装有高站台门。其中7号线站台的南端与10号线站台的西端相连，形成L形换乘节点。1号线站台则并未与其他站台直接连接，乘客需经过站厅和换乘通道来往7/10号线站台进行换乘。
该站的3座站台中，1号线站台位于B2层，呈东西向，南侧站台面由下行（河南大学新区方向）列车使用，北侧站台面由上行（河南工业大学方向）列车使用，站台西端设有卫生间和母婴室。7号线站台位于B3层，呈南北向，西侧站台面由下行（南岗刘方向）列车使用，东侧站台面由上行（东赵方向）列车使用，站台北端设有卫生间和母婴室。10号线站台位于B2层，呈东西向，南侧站台面由下行（郑州火车站方向）列车使用，北侧站台面由上行（郑州西站方向）列车使用，站台东端设有卫生间。

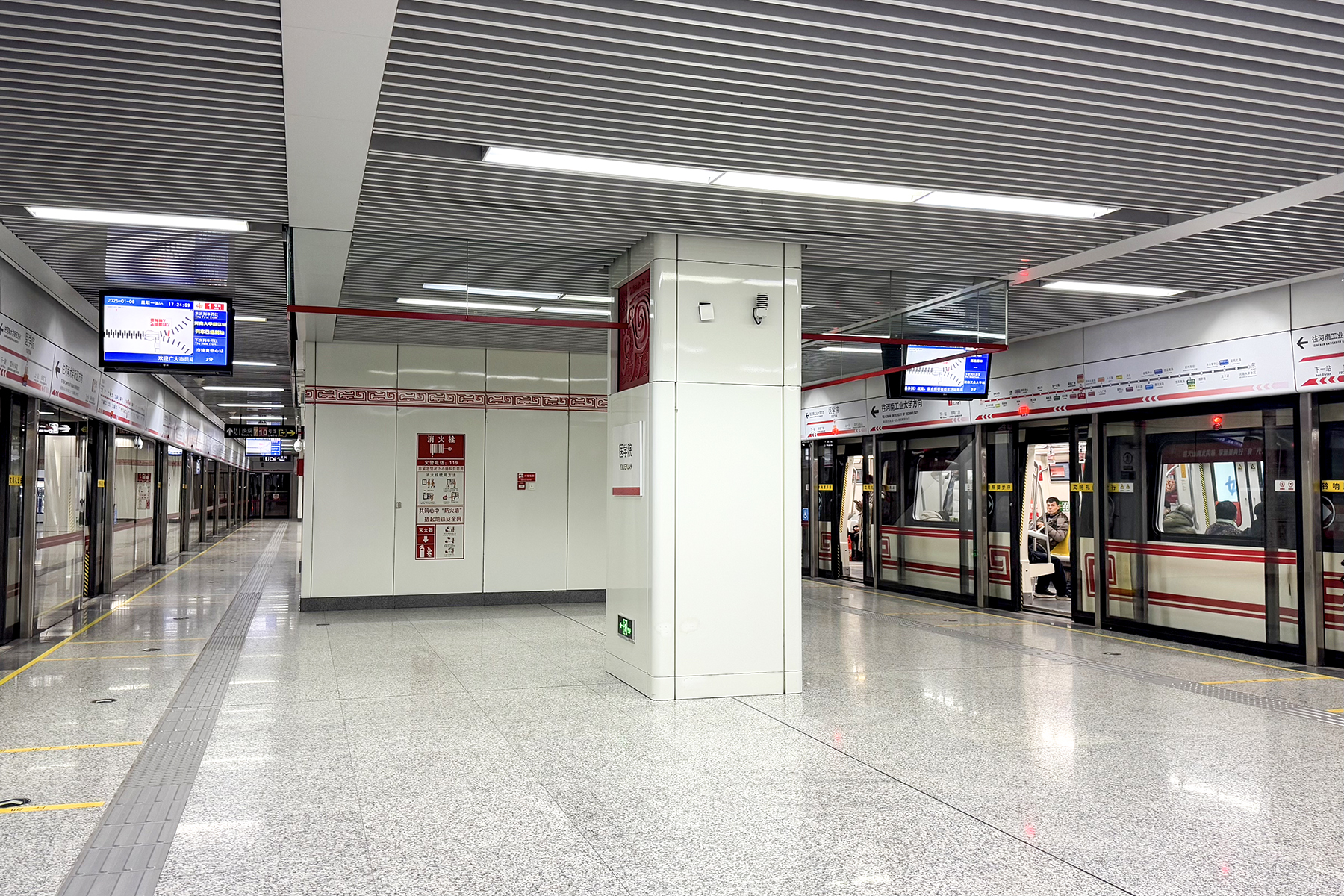
1号线站台
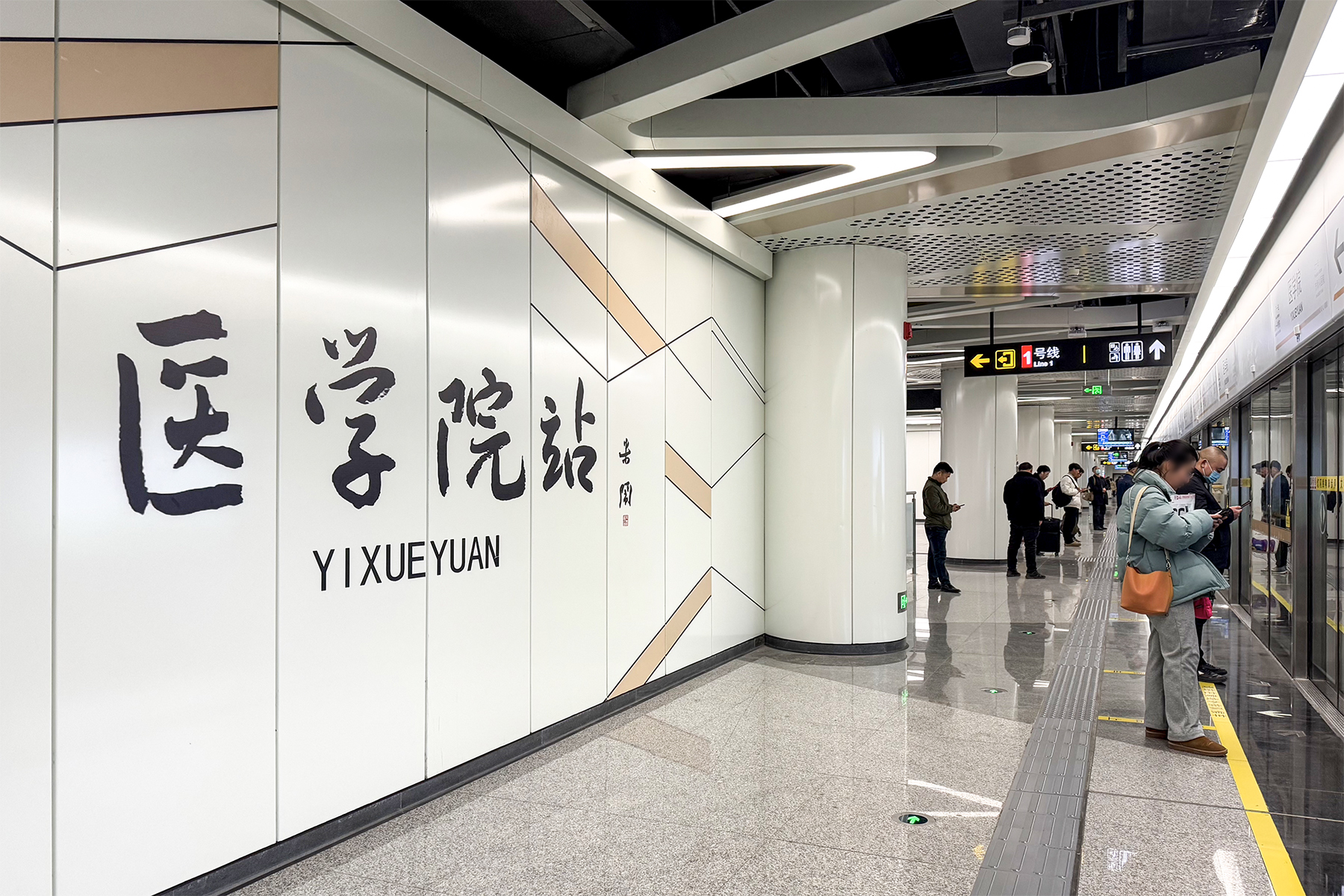
7号线站台上的站名大字壁
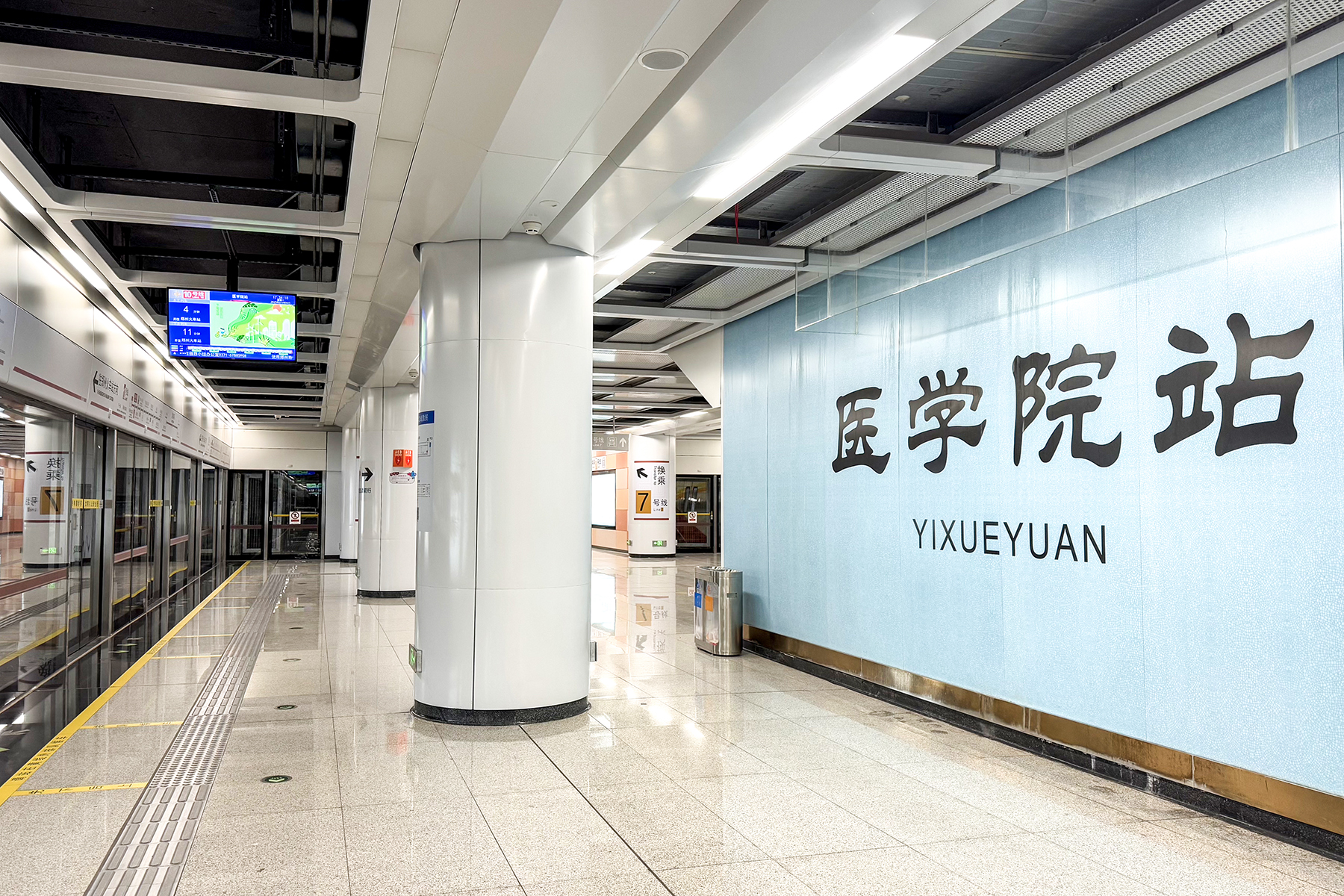
10号线站台上的站名大字壁

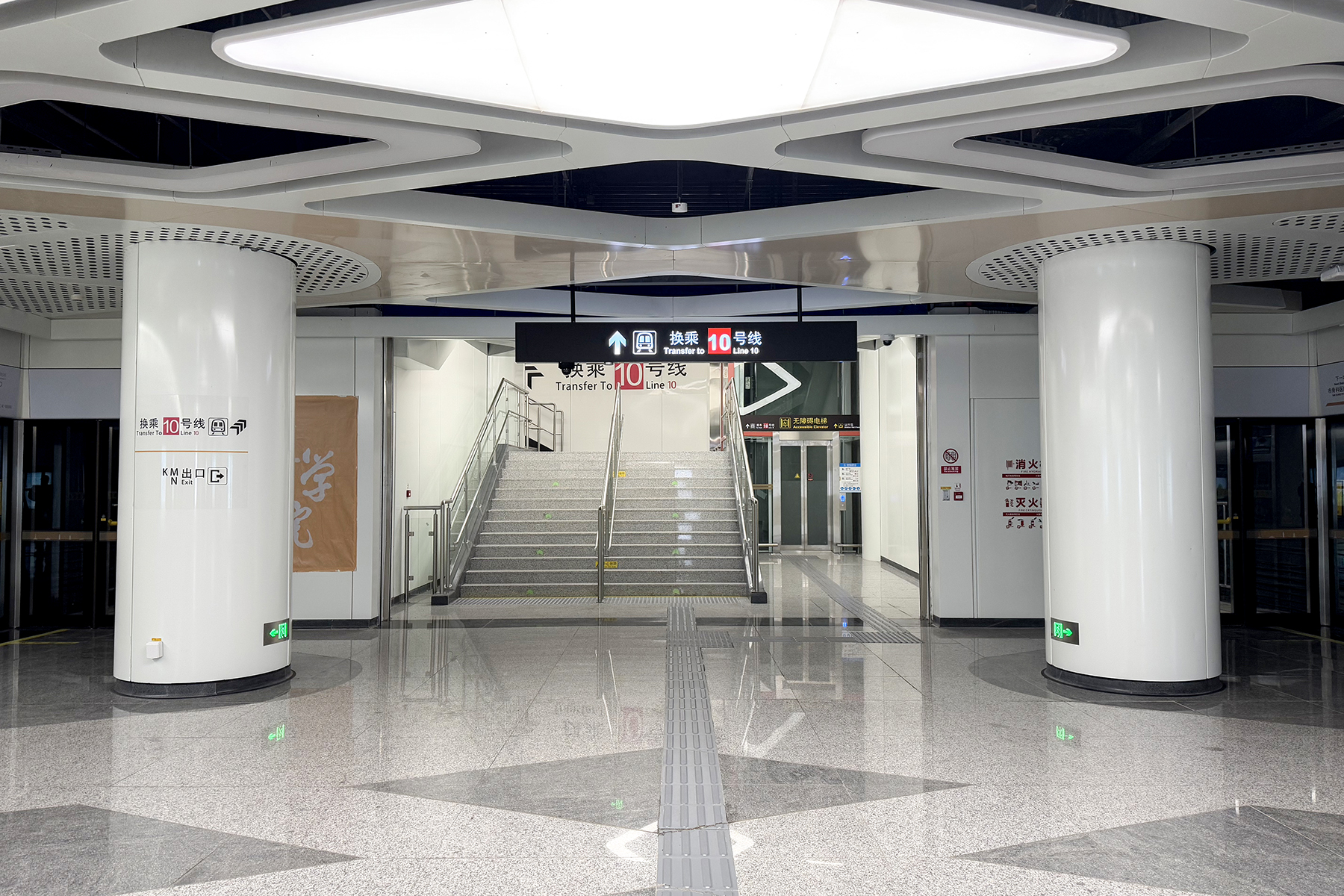
7号线站台南端的换乘节点处
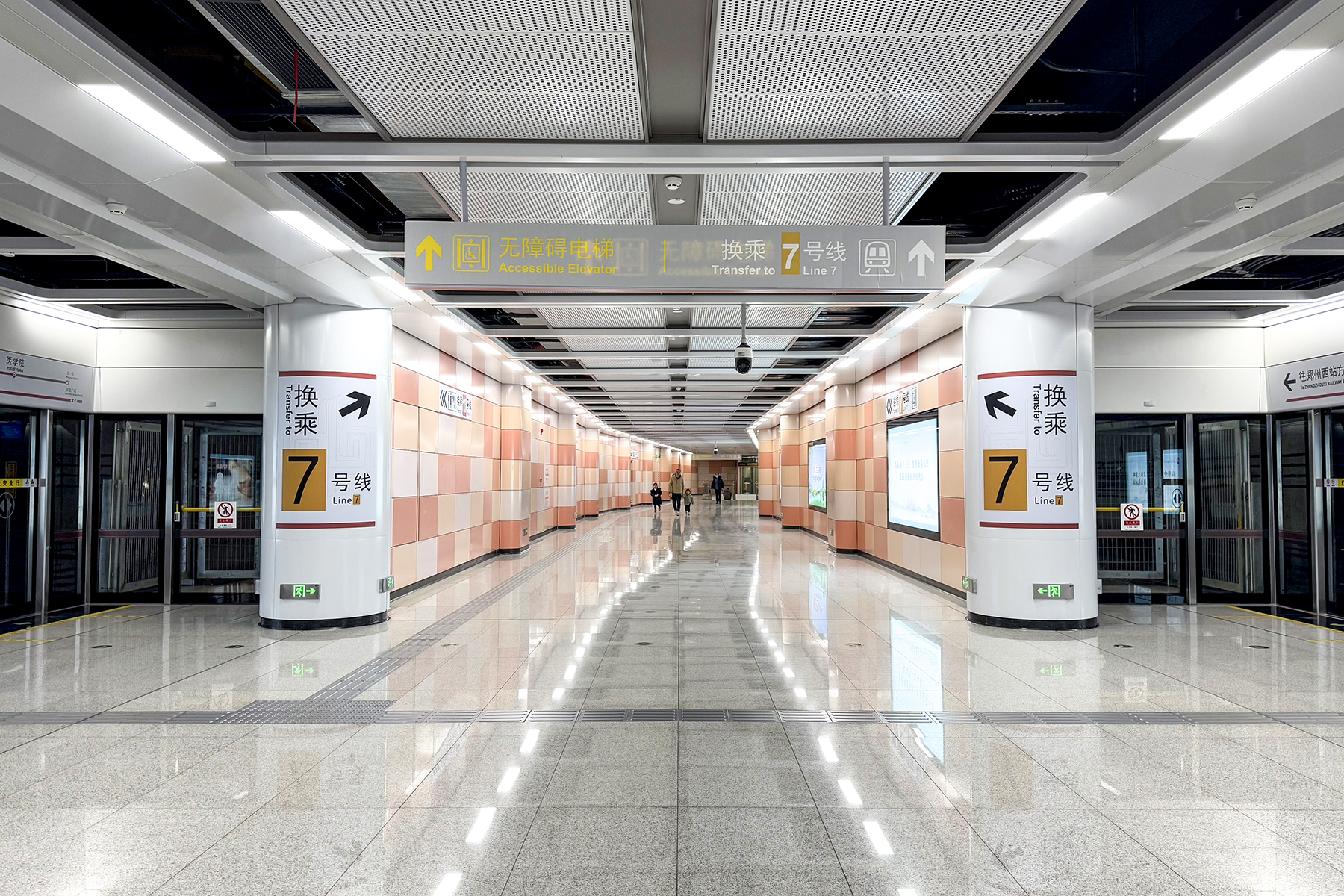
10号线站台西端的换乘节点处
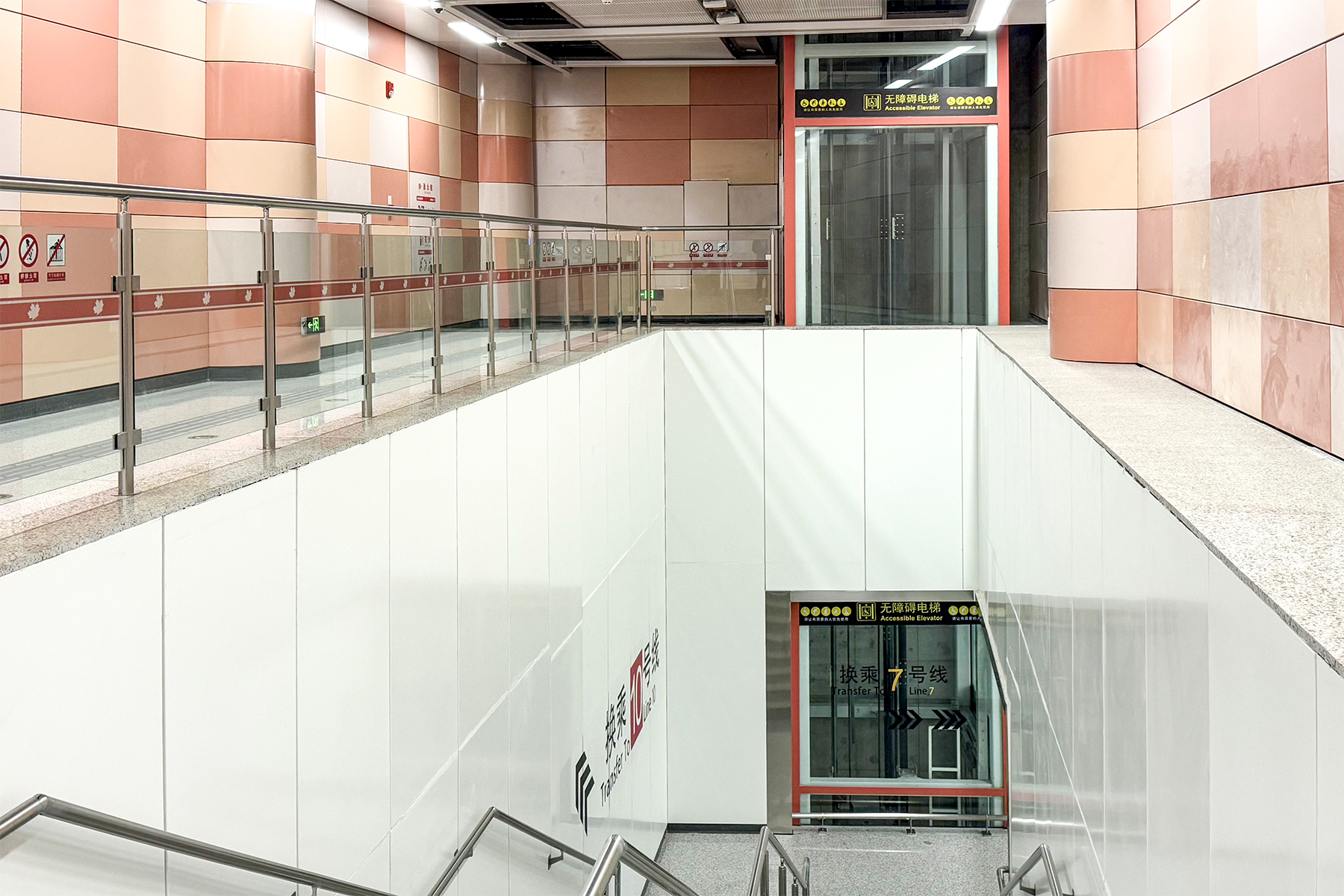
7/10号线站台间的换乘节点

### 出入口
医学院站的1号线车站在中原东路大学北路路口周围一共设置有9个出入口，分别为：A口（路口东北侧）、B口（路口东南侧）、D口、E口、F口、G口（以上四个出入口位于路口西南侧，自东向西排列）、J口、I口、H口（以上三个出入口位于路口西北侧，自西向东排列）。目前开通B、D、J三个出入口，连接1号线站厅的非付费区。P、Q口位于大学北路西侧，连接7号线站厅的非付费区。K、M、N三个出入口位于大学北路与康复后街交叉口周围，连接10号线站厅的非付费区。
该站已开通的出入口中，J、K、N口设有无障碍电梯，详细信息如下：
| 中原路大学路 | 中原路大学路   | 中原路大学路 | 中原路大学路   | 中原路大学路 |
| 编号         | 路线           | 路线         | 路线           | 备注         |
| ------------ | -------------- | ------------ | -------------- | ------------ |
| G9           | 花园口村公交站 | ⇆            | 航海路秦岭路   |              |
| G50          | 郑州市福利院   | ⇆            | 通站路公交站   |              |
| G55          | 五龙口公交站   | ⇆            | 大学路南三环   |              |
| 60           | 赵坡新村       | ⇆            | 郑州东站       |              |
| G82          | 嵩山南路南四环 | ⇆            | 晨旭路中州大道 | B2路支线     |
| G126         | 五龙口公交站   | ⇆            | 汽车客运南站   |              |
| G204         | 后仓村         | ⇆            | 大学路南三环   |              |
| 560          | 白寨镇         | ⇆            | 火车站北港湾   |              |
| B12          | 腊梅路公交站   | ⇆            | 火车站北港湾   |              |
| Y7           | 凯旋路公交站   | ⇆            | 火车站北港湾   | 夜间服务     |

| 中原路大学路 | 中原路大学路   | 中原路大学路 | 中原路大学路   | 中原路大学路 |
| 编号         | 路线           | 路线         | 路线           | 备注         |
| ------------ | -------------- | ------------ | -------------- | ------------ |
| G9           | 花园口村公交站 | ⇆            | 航海路秦岭路   |              |
| G50          | 郑州市福利院   | ⇆            | 通站路公交站   |              |
| G55          | 五龙口公交站   | ⇆            | 大学路南三环   |              |
| 60           | 赵坡新村       | ⇆            | 郑州东站       |              |
| G82          | 嵩山南路南四环 | ⇆            | 晨旭路中州大道 | B2路支线     |
| G126         | 五龙口公交站   | ⇆            | 汽车客运南站   |              |
| G204         | 后仓村         | ⇆            | 大学路南三环   |              |
| 560          | 白寨镇         | ⇆            | 火车站北港湾   |              |
| B12          | 腊梅路公交站   | ⇆            | 火车站北港湾   |              |
| Y7           | 凯旋路公交站   | ⇆            | 火车站北港湾   | 夜间服务     |

| 大学路中原路 | 大学路中原路 | 大学路中原路 | 大学路中原路   | 大学路中原路  |
| 编号         | 路线         | 路线         | 路线           | 备注          |
| ------------ | ------------ | ------------ | -------------- | ------------- |
| 4            | 侯寨         | ⇆            | 火车站北港湾   |               |
| G55          | 五龙口公交站 | ⇆            | 大学路南三环   |               |
| 58           | 华山路公交站 | ⇆            | 火车站西广场   |               |
| G63          | 八卦庙公交站 | ⇆            | 中州大道农业路 |               |
| 201          | 西三环淮河路 | ⇆            | 火车站西广场   |               |
| G204         | 后仓村       | ⇆            | 大学路南三环   |               |
| 277          | 文和路蓝佩路 | ⇆            | 医学院         |               |
| 552          | 华南城公交站 | ⇆            | 医学院         |               |
| G900         | 陇海路洛达庙 | ⇆            | 经三路广电南路 | 原K9路        |
| 903          | 航海路秦岭路 | ⇆            | 农业路中州大道 |               |
| G904         | 紫玉路公交站 | ⇆            | 北三环文化路   | 原904路、T4路 |
| 906          | 佛岗村公交站 | ⇆            | 郑州海洋馆     |               |
| Y21          | 佛岗村公交站 | ⇆            | 紫荆山人民路   | 夜间服务      |

| 大学路中原路 | 大学路中原路 | 大学路中原路 | 大学路中原路   | 大学路中原路  |
| 编号         | 路线         | 路线         | 路线           | 备注          |
| ------------ | ------------ | ------------ | -------------- | ------------- |
| 4            | 侯寨         | ⇆            | 火车站北港湾   |               |
| G55          | 五龙口公交站 | ⇆            | 大学路南三环   |               |
| 58           | 华山路公交站 | ⇆            | 火车站西广场   |               |
| G63          | 八卦庙公交站 | ⇆            | 中州大道农业路 |               |
| 201          | 西三环淮河路 | ⇆            | 火车站西广场   |               |
| G204         | 后仓村       | ⇆            | 大学路南三环   |               |
| 277          | 文和路蓝佩路 | ⇆            | 医学院         |               |
| 552          | 华南城公交站 | ⇆            | 医学院         |               |
| G900         | 陇海路洛达庙 | ⇆            | 经三路广电南路 | 原K9路        |
| 903          | 航海路秦岭路 | ⇆            | 农业路中州大道 |               |
| G904         | 紫玉路公交站 | ⇆            | 北三环文化路   | 原904路、T4路 |
| 906          | 佛岗村公交站 | ⇆            | 郑州海洋馆     |               |
| Y21          | 佛岗村公交站 | ⇆            | 紫荆山人民路   | 夜间服务      |

## 历史
医学院站的1号线部分随1号线一期工程开通于2013年12月28日。2023年9月28日，10号线医学院站开通，但当时1号线车站和10号线车站之间互不连通，乘客无法进行换乘。直至2024年12月29日，随着7号线一期的开通，在该站方实现1号线、7号线和10号线之间的换乘，成为郑州地铁系统中的最早的两座三线换乘站之一（另一座为郑州东站）。